# Sharon Egretta Sutton
Sharon Egretta Sutton (1941, Cincinnati) é uma arquiteta e professora estadunidense, também tendo graduações em música, filosofia e psicologia. É professora visitante da Escola de Design Parsons, professora adjunta da Universidade Columbia e professora emérita da Universidade de Washington, onde atuou no corpo docente de 1998 a 2016. Ela se tornou educadora de arquitetura em 1975, tendo ensinado no Instituto Pratt, na Universidade Columbia, na Universidade de Cincinnati e na Universidade de Michigan, onde se tornou a primeira mulher afro-estadunidense a se tornar professora catedrática em um programa de graduação em arquitetura. É também ativista pela inclusão e diversidade na arquitetura e urbanismo.

## Vida e carreira
Sharon foi educada inicialmente em música, estudando trompa francesa com Gunther Schuller na Escola de Música de Manhattan e, posteriormente, na Universidade de Hartford . Depois de se formar em 1963, ela trabalhou como músico profissional na cidade de Nova Iorque, principalmente para Sol Hurok Attractions e no elenco original de Man of La Mancha. Tocou em grandes companhias como  Bolshoi, Leningrado, Royal e outras, e  além de Man of La Mancha, participou de sucessos da Broadway como Fiddler on the Roof.
Em 1967, Sharon se matriculou na Escola de Design Parsons e na Universidade Columbia, onde foi orientada por J. Max Bond, Jr. Ela se formou em 1973 e abriu um consultório particular em 1976. Em 1981, Sharon recebeu seu mestrado em psicologia pelo Hunter College; em 1982, ela recebeu seu doutorado e Ph.D em psicologia pela Universidade da Cidade de Nova Iorque.
O foco de Sharon é a pesquisa e o projeto participativos baseados na comunidade, com ênfase especial em jovens de baixa renda e minorias e em outras populações carentes. Sua pesquisa foi financiada pela Fundação Ford, National Endowment for the Arts, Fundação Kellogg, Fundação Hewlett, Distrito Escolar de Tukwila, Universidade de Michigan e Universidade de Washington, entre outros.
Sharon é autora de "When Ivory Towers Were Black: A Story about Race in America's Cities and Universities" (Quando as torres de marfim eram negras: uma história sobre a raça nas cidades e universidades da América); Weaving a Tapestry of Resistance: The Places, Power and Poetry of a Sustainable Society (Tecendo uma tapeçaria de resistência: os lugares, o poder e a poesia de uma sociedade sustentável);  e  Learning through the Built Environment (Aprendendo através do ambiente construído). Além disso, ela é autora de vários capítulos de livros e artigos de periódicos, e é co-editora de The Paradox of Urban Space: Inequality and Transformation in Marginalized Communities.
Sharon também é notável gravador e colagista, tendo estudado artes gráficas em estúdios independentes internacionalmente. Seu trabalho foi exibido e colecionado por galerias e museus, empresas, faculdades e universidades e faz parte da Coleção Robert Blackburn na Biblioteca do Congresso.
Arquiteta registrada, Sharon foi a décima segunda mulher afro-americana a ser licenciada para praticar arquitetura, em 1976, a primeira a ser promovida a professora titular de arquitetura, em 1994, e a segunda a ser FAIA no Instituto Americano de Arquitetos (AIA), em 1995. A ACSA (Associação de Escolas de Arquitetura) homenageou Sharon com o Prêmio de Professor Distinto da ACSA em 1995-96.  Sharon também recebeu o "Prêmio de Reconhecimento de Vida" do Hall da Fama das Mulheres de Michigan em 1997 e o Prêmio Nacional Whitney M. Young, Jr. do Instituto Nacional Americano de Arquitetos Whitney M. Young, Jr.,  em 2011. Em 2014 e 2017, respectivamente, ela recebeu a Medalha de Honra do AIA Seattle e a Medalha de Honra do AIA Nova York, as maiores honrarias dessas subdivisões do AIA.